# Náměstí U Svatého Jiří
U Svatého Jiří je náměstí před stejnojmennou bazilikou na Pražském hradě.

## Historie
Původně středem náměstí od západu k východu procházel skalní hřbet. Na jeho místě byla v 2. pol. 12. století vybudována chodba spojující Svatovítskou a Jiřskou baziliku. V severní polovině dnešního náměstí byla cesta do areálu Jiřského kláštera, prostor pro opracování kamenných stavebních kvádrů a dřevěné budovy, zřejmě sloužící hospodářským potřebám kláštera.
Na jih od chodby (dříve skalního hřbetu) procházela hlavní podélná komunikace Hradem. Jihovýchodní kout dnešního náměstí, u kaple Všech svatých, byl při budování knížecího paláce oddělen kamennou zdí a stály zde různé hospodářské a obytné budovy.
Po požáru v polovině 13. století, kdy zanikla chodba a další budovy, náměstí sloužilo jako smetiště. Ve 14. století začala na severní straně vznikat kamenná zástavba, více předsunutá než ta dnešní. V 15. století byl kout u kaple Všech svatých výškově srovnán s plochou náměstí. V 16. století stála uprostřed náměstí kruhová cihlová kašna, později už jen dřevěná káď. Od 19. století, zde byly objekty sloužící během dostavby katedrály.

## Stavby a objekty

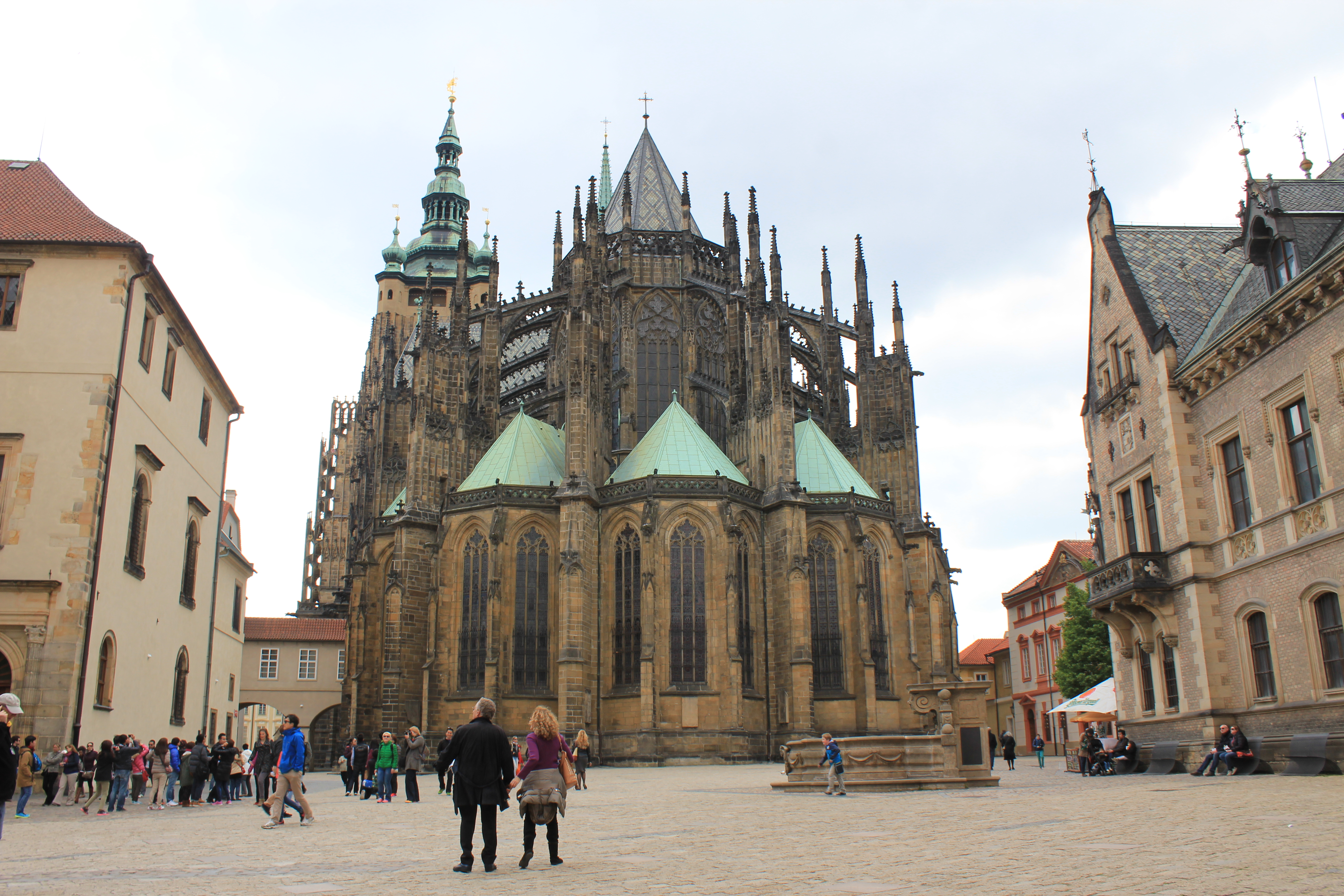
Katedrála sv. Víta při pohledu z náměstí U Svatého Jiří

- novogotické Kanovnické rezidence postavené Josefem Mockerem r. 1881 – č.o. 2-3, č.p. 35-36
- novogotické Nové proboštství postavené Josefem Mockerem r. 1878 – č.o. 4, č.p. 34
- bývalý klášter benediktýnek u svatého Jiří – č.o. 5, č.p. 33
- Bazilika svatého Jiří s barokním průčelím
- kruhově vykrojené nároží Ústavu šlechtičen – vstup ve formě pavilonu
- severní strana kostela Všech svatých
- severovýchodní křídlo Starého královského paláce se Starou sněmovnou a Jezdeckým schodištěm
- východní závěr katedrály
- část Carratiho kašny, jejíž druhá nádrž je dnes součástí Orlí kašny; kašna původně nesla známou gotickou sochu svatého Jiří